# Calm after the Storm
Calm after the Storm är låten som den nederländska musikgruppen The Common Linnets tävlade med i Eurovision Song Contest 2014. Låten slutade på en andra plats.